# Scopula exangulata
Scopula exangulata là một loài bướm đêm trong họ Geometridae.